# Borboroides woodhilli
Borboroides woodhilli är en tvåvingeart som beskrevs av Mcalpine 2007. Borboroides woodhilli ingår i släktet Borboroides och familjen myllflugor. Inga underarter finns listade i Catalogue of Life.